# Temporada da NFL de 1986
A Temporada de 1986 da NFL foi a 67ª temporada regular da National Football League. A temporada terminou no Super Bowl XXI, onde o New York Giants derrotou o Denver Broncos. Esse foi o primeiro título do Giants em mais de 30 anos.

## Mudanças
Um sistema limitado de replay instantâneo foi adotado para auxiliar a arbitragem. Um oficial de replay em uma cabine decidiria quais jogadas revisar e tomaria a decisão final, independentemente do placar atual ou da quantidade de tempo restante no jogo. O oficial de replay se comunicava com os oficiais do jogo por meio de transmissores de rádio. No entanto, não havia limite de tempo para o oficial de replay revisar uma jogada e isso levou a longos atrasos no jogo (essa foi a principal razão pela qual o sistema foi eventualmente revogado em 1992 e não foi trazido de volta até que um sistema de replay mais abrangente com limites de tempo fosse estabelecido em 1999).

## Classificação
V = Vitórias, D = Derrotas, E = Empates, PCT = porcentagem de vitórias, PF= Pontos feitos, PS = Pontos sofridos
 x  - marca os times classificados pelo wild card (repescagem),  y  - marca os times que levaram o titulo de suas divisões
| AFC East               |    |    |   |      |     |     |
| Time                   | V  | D  | E | PCT  | PF  | PS  |
| y-New England Patriots | 11 | 5  | 0 | .688 | 412 | 307 |
| x-New York Jets        | 10 | 6  | 0 | .625 | 364 | 386 |
| Miami Dolphins         | 8  | 8  | 0 | .500 | 430 | 405 |
| Buffalo Bills          | 4  | 12 | 0 | .250 | 287 | 348 |
| Indianapolis Colts     | 3  | 13 | 0 | .188 | 229 | 400 |
| AFC Central            |    |    |   |      |     |     |
| Time                   | V  | D  | E | PCT  | PF  | PS  |
| y-Cleveland Browns     | 12 | 4  | 0 | .750 | 391 | 310 |
| Cincinnati Bengals     | 10 | 6  | 0 | .625 | 409 | 394 |
| Pittsburgh Steelers    | 6  | 10 | 0 | .375 | 307 | 336 |
| Houston Oilers         | 5  | 11 | 0 | .313 | 274 | 329 |
| AFC West               |    |    |   |      |     |     |
| Time                   | V  | D  | E | PCT  | PF  | PS  |
| y-Denver Broncos       | 11 | 5  | 0 | .688 | 378 | 327 |
| x-Kansas City Chiefs   | 10 | 6  | 0 | .625 | 358 | 326 |
| Seattle Seahawks       | 10 | 6  | 0 | .625 | 366 | 293 |
| Los Angeles Raiders    | 8  | 8  | 0 | .500 | 323 | 346 |
| San Diego Chargers     | 4  | 12 | 0 | .250 | 335 | 396 |

| NFC East              |    |    |   |      |     |     |
| Time                  | V  | D  | E | PCT  | PF  | PS  |
| y-New York Giants     | 14 | 2  | 0 | .875 | 371 | 236 |
| x-Washington Redskins | 12 | 4  | 0 | .750 | 368 | 296 |
| Dallas Cowboys        | 7  | 9  | 0 | .438 | 346 | 337 |
| Philadelphia Eagles   | 5  | 10 | 1 | .344 | 256 | 312 |
| St. Louis Cardinals   | 4  | 11 | 1 | .281 | 218 | 351 |
| NFC Central           |    |    |   |      |     |     |
| Time                  | V  | D  | E | PCT  | PF  | PS  |
| y-Chicago Bears       | 14 | 2  | 0 | .875 | 352 | 187 |
| Minnesota Vikings     | 9  | 7  | 0 | .563 | 398 | 273 |
| Detroit Lions         | 5  | 11 | 0 | .313 | 277 | 326 |
| Green Bay Packers     | 4  | 12 | 0 | .250 | 254 | 418 |
| Tampa Bay Buccaneers  | 2  | 14 | 0 | .125 | 239 | 473 |
| NFC West              |    |    |   |      |     |     |
| Time                  | V  | D  | E | PCT  | PF  | PS  |
| y-San Francisco 49ers | 10 | 5  | 1 | .656 | 374 | 247 |
| x-Los Angeles Rams    | 10 | 6  | 0 | .625 | 309 | 267 |
| Atlanta Falcons       | 7  | 8  | 1 | .469 | 280 | 280 |
| New Orleans Saints    | 7  | 9  | 0 | .438 | 288 | 287 |

### Desempate
- Denver terminou em segundo na AFC a frente de New England baseado num melhor retrospecto no confronto direto entre as equipes (1-0).
- N.Y. Jets foi o primeiro time no Wild Card da AFC baseado em um melhor retrospecto contra adversários da mesma conferência (8-4) do que Kansas City (9-5), Seattle (7-5) e Cincinnati (7-5).
- Kansas City foi o segundo time no Wild Card da AFC Wild Card baseado em um melhor retrospecto contra adversários da mesma conferência (9-5) do que Seattle (7-5) e Cincinnati (7-5).
- N.Y. Giants terminou em primeiro na NFC baseado em um melhor retrospecto contra adversários da mesma conferência do que Chicago (11-1 contra 10-2 do Bears).

## Playoffs
| *Nota: Dois times de mesma divisão não podiam disputar jogos do divisional playoffs. |                              |                              |                              |                                  |                |                                   |                                   |                                   |             |                           |                |                |  |  |  |  |  |  |
|                                                                                      |                              |                              |                              |                                  |                |                                   |                                   |                                   |             |                           |                |                |  |  |  |  |  |  |
|                                                                                      |                              |                              |                              |                                  |                | Playoffs de Divisão               |                                   |                                   |             |                           |                |                |  |  |  |  |  |  |
|                                                                                      |                              |                              |                              |                                  |                | 4 de janeiro - Mile High Stadium  |                                   |                                   |             |                           |                |                |  |  |  |  |  |  |
|                                                                                      | Jogo de Wild Card da AFC     | Jogo de Wild Card da AFC     | Jogo de Wild Card da AFC     | Campeão da AFC                   | Campeão da AFC | Campeão da AFC                    |                                   |                                   |             |                           |                |                |  |  |  |  |  |  |
|                                                                                      | Jogo de Wild Card da AFC     | Jogo de Wild Card da AFC     | Jogo de Wild Card da AFC     | Campeão da AFC                   | Campeão da AFC | Campeão da AFC                    | 3                                 | New England                       | 17          |                           |                |                |  |  |  |  |  |  |
|                                                                                      | December 28 - Giants Stadium | December 28 - Giants Stadium | December 28 - Giants Stadium |                                  |                | 11 de janeiro - Cleveland Stadium | 11 de janeiro - Cleveland Stadium | 11 de janeiro - Cleveland Stadium | 17          |                           |                |                |  |  |  |  |  |  |
|                                                                                      | December 28 - Giants Stadium | December 28 - Giants Stadium | December 28 - Giants Stadium | 2                                | Denver         | 11 de janeiro - Cleveland Stadium | 11 de janeiro - Cleveland Stadium | 11 de janeiro - Cleveland Stadium | 22          |                           |                |                |  |  |  |  |  |  |
|                                                                                      | 5                            | Kansas City                  | 15                           | 2                                | Denver         | 2                                 | Denver (OT)                       | 23                                | 22          |                           |                |                |  |  |  |  |  |  |
|                                                                                      | 5                            | Kansas City                  | 15                           | 3 de janeiro - Cleveland Stadium |                | 2                                 | Denver (OT)                       | 23                                |             |                           |                |                |  |  |  |  |  |  |
|                                                                                      | 4                            | N.Y. Jets                    | 35                           |                                  |                | 1                                 | Cleveland                         | 20                                |             | Super Bowl XXI            | Super Bowl XXI | Super Bowl XXI |  |  |  |  |  |  |
|                                                                                      | 4                            | N.Y. Jets                    | 35                           | 4                                | N.Y. Jets      | 1                                 | Cleveland                         | 20                                | 20          | Super Bowl XXI            | Super Bowl XXI | Super Bowl XXI |  |  |  |  |  |  |
|                                                                                      |                              |                              |                              | 4                                | N.Y. Jets      |                                   |                                   |                                   | 20          | 25 de janeiro - Rose Bowl |                |                |  |  |  |  |  |  |
|                                                                                      | 1                            | Cleveland (2OT)              | 23                           |                                  |                |                                   |                                   |                                   |             |                           |                |                |  |  |  |  |  |  |
|                                                                                      | 1                            | Cleveland (2OT)              | 23                           | A2                               | Denver         | 20                                |                                   |                                   |             |                           |                |                |  |  |  |  |  |  |
|                                                                                      | 3 de janeiro - Soldier Field |                              |                              | A2                               | Denver         | 20                                |                                   |                                   |             |                           |                |                |  |  |  |  |  |  |
|                                                                                      | Jogo de Wild Card da NFC     | Jogo de Wild Card da NFC     | Jogo de Wild Card da NFC     | Campeão da NFC                   | Campeão da NFC | Campeão da NFC                    |                                   | N1                                | N.Y. Giants | 39                        |                |                |  |  |  |  |  |  |
|                                                                                      | Jogo de Wild Card da NFC     | Jogo de Wild Card da NFC     | Jogo de Wild Card da NFC     | Campeão da NFC                   | Campeão da NFC | Campeão da NFC                    | 4                                 | N1                                | N.Y. Giants | 39                        | Washington     | 27             |  |  |  |  |  |  |
|                                                                                      | December 28 - RFK Stadium    | December 28 - RFK Stadium    | December 28 - RFK Stadium    |                                  |                | 11 de janeiro - Giants Stadium    | 11 de janeiro - Giants Stadium    | 11 de janeiro - Giants Stadium    |             |                           |                | 27             |  |  |  |  |  |  |
|                                                                                      | December 28 - RFK Stadium    | December 28 - RFK Stadium    | December 28 - RFK Stadium    | 2*                               | Chicago        | 11 de janeiro - Giants Stadium    | 11 de janeiro - Giants Stadium    | 11 de janeiro - Giants Stadium    | 13          |                           |                |                |  |  |  |  |  |  |
|                                                                                      | 5                            | L.A. Rams                    | 7                            | 2*                               | Chicago        | 4                                 | Washington                        | 0                                 | 13          |                           |                |                |  |  |  |  |  |  |
|                                                                                      | 5                            | L.A. Rams                    | 7                            | 4 de janeiro - Giants Stadium    |                | 4                                 | Washington                        | 0                                 |             |                           |                |                |  |  |  |  |  |  |
|                                                                                      | 4                            | Washington                   | 19                           |                                  |                | 1                                 | N.Y. Giants                       | 17                                |             |                           |                |                |  |  |  |  |  |  |
|                                                                                      | 4                            | Washington                   | 19                           | 3                                | San Francisco  | 1                                 | N.Y. Giants                       | 17                                | 3           |                           |                |                |  |  |  |  |  |  |
|                                                                                      |                              |                              |                              | 3                                | San Francisco  |                                   |                                   |                                   |             |                           |                |                |  |  |  |  |  |  |
|                                                                                      | 1*                           | N.Y. Giants                  | 49                           |                                  |                |                                   |                                   |                                   |             |                           |                |                |  |  |  |  |  |  |
|                                                                                      | 1*                           | N.Y. Giants                  | 49                           |                                  |                |                                   |                                   |                                   |             |                           |                |                |  |  |  |  |  |  |

### AFC
- Wild-Card playoff: N.Y. JETS 35, Kansas City 15
- Divisional playoffs: CLEVELAND 23, N.Y. Jets 20 (2OT); DENVER 22, New England 17
- AFC Championship: Denver 23, CLEVELAND 20 (OT) no Cleveland Stadium, Cleveland, Ohio, 11 de janeiro de 1987

### NFC
- Wild-Card playoff: WASHINGTON 19, L.A. Rams 7
- Divisional playoffs: Washington 27, CHICAGO 13; N.Y. GIANTS 49, San Francisco 3
- NFC Championship: N.Y. GIANTS 17, Washington 0 no Giants Stadium, East Rutherford, New Jersey, 11 de janeiro de 1987

### Super Bowl
- Super Bowl XXI: N.Y. Giants (NFC) 39, Denver (AFC) 20, no Rose Bowl, Pasadena, Califórnia, 25 de janeiro de 1987

## Prêmios
| Most Valuable Players (Jogadores Mais Valiosos)                  | Lawrence Taylor, Linebacker, New York Giants                                                                |
| NFL Coach of the Year (Treinador do Ano)                         | Bill Parcells, New York Giants                                                                              |
| NFL Offensive Player of the Year (Jogador Ofensivo do Ano)       | Eric Dickerson, Running back, Los Angeles Rams                                                              |
| NFL Defensive Player of the Year (Jogador Defensivo do Ano)      | Lawrence Taylor, Linebacker, New York Giants                                                                |
| NFL Offensive Rookie of the Year (Novato Ofensivo do Ano)        | Rueben Mayes, Running back, New Orleans Saints                                                              |
| NFL Defensive Rookie of the Year Award (Novato Defensivo do Ano) | Leslie O'Neal, Defensive end, San Diego Chargers                                                            |
| NFL Comeback Player of the Year                                  | Joe Montana, Quarterback, San Francisco 49ers, Tommy Kramer, Quarterback, Minnesota Vikings (compartilhado) |